# Batman (pel·lícula de 1989)
Batman és la primera pel·lícula de les quatre que, fins avui dia, formen la sèrie del Cavaller fosc. Dirigida per Tim Burton i produïda per Jon Peters l'any 1989, la pel·lícula està basada en el personatge homònim de DC Comics. Els actors principals són Michael Keaton, Jack Nicholson i Kim Basinger. L'argument de la pel·lícula és, a grans trets, la lluita de Batman contra el delinqüent més temut de la ciutat de Gotham City, conegut com a Joker.

## Producció
L'any 1979 els productors Benjamin Melniker i Michael Uslan van comprar els drets cinematogràfics de Batman, personatge creat per Bob Kane, a DC Comics. Durant els anys següents diversos cineastes van interessar-se pel projecte, però finalment Melniker i Uslan van renunciar als drets i van cedir-los a Peter Guber i Jon Peters. El guió definitiu va ser el proposat per Sam Hamm, un guionista aficionat al món dels còmics que, fins aquell moment, només havia escrit el guió de Never Cry Wolf. La productora, després d'haver contactat amb diversos directors durant anys, va temptejar Tim Burton, que de seguida va acceptar l'encàrrec de dirigir la pel·lícula.

## Argument
Basada en el còmic de Bob Kane, la pel·lícula mostra la fosca i perillosa ciutat de Gotham, que es troba protegida, únicament, per un cos de policia corrupte. I tot i els esforços del fiscal del districte Harvey Dent i del comissari Jim Gordon, la ciutat és cada vegada més insegura. Fins que apareix Batman, l'home vestit de ratpenat, de qui ningú coneix la identitat. El seu objectiu és combatre les intencions del Joker, un delinqüent que amenaça de destruir Gotham.

## Repartiment principal
- Michael Keaton en el paper de Bruce Wayne, l'empresari multimilionari que a les nits es converteix en Batman, l'home disfressat de ratpenat, per combatre el crim organitzat a la ciutat de Gotham. Fins aleshores, Keaton havia fet papers més aviat còmics, motiu pel qual la seva elecció per al paper va ser força criticada. Després, Tim Burton ho justificaria explicant que s'havia decidit per l'actor per la seva actitud nerviosa i turmentada.[5]
- Jack Nicholson en el paper de Joker, un mafiós a qui un accident amb productes químics desfigura la cara, donant-li un rostre de pallasso. Incapaç d'acceptar la seva nova aparença, Jack Napier es converteix en el delinqüent més temut de Gotham. Tim Burton va insistir des del començament del projecte perquè Nicholson encarnés aquest personatge, ja que Bob Kane, creador del còmic inspirador de la pel·lícula, ho veia molt clar. Nicholson, però, no ho veia tant, i per convèncer-lo van haver d'oferir-li un sou considerable i una part dels beneficis que s'obtinguessin amb l'exhibició de la pel·lícula.
- Kim Basinger en el paper de la periodista Vicki Vale, una reportera gràfica que intenta descobrir qui és i què vol realment Batman. El paper havia de ser per una altra actriu, Sean Young, però es va lesionar i Sam Hamm la va substituir per Basinger.[6]
- Robert Wuhl: Alexander Knox
- Pat Hingle: James Gordon
- Billy Dee Williams: Harvey Dent
- Michael Gough: Alfred Pennyworth
- Jack Palance: Carl Grissom
- Jerry Hall: Alicia Hunt
- Tracey Walter: Bob the Goon
- Lee Wallace: Mayor Borg
- William Hootkins: Tinent Max Eckhardt
- Hugo E. Blick: jove Jack Napier
- Charles Roskilly: jove Bruce Wayne
- David Baxt: Thomas Wayne
- Sharon Holm: Martha Wayne

## Premis i nominacions

### Premis
- 1990: Oscar a la millor direcció artística per Anton Furst i Peter Young
- 1990: Grammy a la millor composició instrumental per Danny Elfman per "Batman Theme"

### Nominacions
- 1990: Globus d'Or al millor actor musical o còmic per Jack Nicholson
- 1990: BAFTA al millor actor secundari per Jack Nicholson
- 1990: BAFTA al millor vestuari per Bob Ringwood
- 1990: BAFTA al millor maquillatge per Paul Engelen i Nick Dudman
- 1990: BAFTA al millor disseny de producció per Anton Furst
- 1990: BAFTA al millor so per Don Sharpe, Tony Dawe i Bill Rowe
- 1990: BAFTA als millors efectes visuals per Derek Meddings i John Evans
- 1990: Grammy al millor àlbum original instrumental escrita per cinema o televisió per Danny Elfman
- 1990: Grammy a la millor cançó escrita per cinema o televisió per Prince per "Partyman"